# Onur Atasayar
Onur Atasayar (Kütahya, 1º gennaio 1995) è un calciatore turco, difensore del Boluspor.

## Carriera

### Club
Cresciuto nel settore giovanile dell'Ankaragücü, debutta in prima squadra l'8 agosto 2013, in occasione dell'incontro di TFF 2. Lig perso per 0-1 contro l'İ. Güngörenspor. Dopo aver trascorso quattro stagioni con la squadra di Ankara, nel 2017 viene acquistato dal Bursaspor, con cui esordisce in Süper Lig il 17 febbraio 2017, disputando l'incontro perso per 2-0 contro il Kayserispor. Nel 2022 si trasferisce all'Ümraniyespor, neopromosso in massima serie.

### Nazionale
Ha giocato nelle nazionali giovanili turche Under-19 ed Under-20.

## Statistiche

### Presenze e reti nei club
Statistiche aggiornate all'8 gennaio 2023.
| Stagione          | Squadra           | Campionato        | Campionato | Campionato | Coppe nazionali | Coppe nazionali | Coppe nazionali | Coppe continentali | Coppe continentali | Coppe continentali | Altre coppe | Altre coppe | Altre coppe | Totale | Totale |
| Stagione          | Squadra           | Comp              | Pres       | Reti       | Comp            | Pres            | Reti            | Comp               | Pres               | Reti               | Comp        | Pres        | Reti        | Pres   | Reti   |
| ----------------- | ----------------- | ----------------- | ---------- | ---------- | --------------- | --------------- | --------------- | ------------------ | ------------------ | ------------------ | ----------- | ----------- | ----------- | ------ | ------ |
| 2013-2014         | Ankaragücü        | 2L                | 18+4       | 0          | CT              | 0               | 0               |                    | -                  | -                  |             | -           | -           | 22     | 0      |
| 2014-2015         | Ankaragücü        | 2L                | 13         | 0          | CT              | 5               | 0               |                    | -                  | -                  |             | -           | -           | 18     | 0      |
| 2015-2016         | Ankaragücü        | 2L                | 15         | 1          | CT              | 1               | 0               |                    | -                  | -                  |             | -           | -           | 16     | 1      |
| 2016-gen. 2017    | Ankaragücü        | 2L                | 15         | 3          | CT              | 1               | 0               |                    | -                  | -                  |             | -           | -           | 16     | 3      |
| Totale Ankaragücü | Totale Ankaragücü | Totale Ankaragücü | 61+4       | 4+0        |                 | 7               | 0               |                    | -                  | -                  |             | -           | -           | 72     | 4      |
| gen.-giu. 2017    | Bursaspor         | SL                | 11         | 0          | CT              | 2               | 0               |                    | -                  | -                  |             | -           | -           | 13     | 0      |
| 2017-2018         | Bursaspor         | SL                | 2          | 0          | CT              | 2               | 0               |                    | -                  | -                  |             | -           | -           | 4      | 0      |
| 2018-2019         | Bursaspor         | SL                | 5          | 0          | CT              | 1               | 0               |                    | -                  | -                  |             | -           | -           | 6      | 0      |
| 2019-2020         | Bursaspor         | 1L                | 15         | 1          | CT              | 1               | 1               |                    | -                  | -                  |             | -           | -           | 16     | 2      |
| 2020-2021         | Bursaspor         | 1L                | 28         | 3          | CT              | 3               | 0               |                    | -                  | -                  |             | -           | -           | 31     | 3      |
| 2021-2022         | Bursaspor         | 1L                | 25         | 1          | CT              | 2               | 1               |                    | -                  | -                  |             | -           | -           | 27     | 2      |
| Totale Bursaspor  | Totale Bursaspor  | Totale Bursaspor  | 86         | 5          |                 | 11              | 2               |                    | -                  | -                  |             | -           | -           | 97     | 7      |
| 2022-2023         | Ümraniyespor      | SL                | 7          | 0          | CT              | 1               | 0               |                    | -                  | -                  |             | -           | -           | 8      | 0      |
| Totale carriera   | Totale carriera   | Totale carriera   | 158        | 9          |                 | 19              | 2               |                    | -                  | -                  |             | -           | -           | 177    | 11     |